# SATurnin-1
SATurnin-1 je česká družice určená ke snímkování povrchu Země. V době svého vypuštění se jednalo o největší a nejvyspělejší českou družici. Je pojmenována po fiktivním sluhovi Saturninovi, hlavní postavě stejnojmenného románu.
První návrh sondy vzniknul v roce 2022, integrace sondy probíhala od roku 2023 do září 2024, načež byla v říjnu odeslána do Spojených států amerických. Výroba probíhala na zakázku Ministerstva obrany ve VZLU AEROSPACE, samotná integrace probíhala v pražských Letňanech.
Vynesena na oběžnou dráhu byla 14. ledna 2025 raketou Falcon 9 v rámci mise Transporter-12, mj. s další českou družicí TROLL. Detaily sondy byly ještě několik dní po startu veřejnosti utajeny.

## Popis družice

### Konstrukce
SATurnin-1 má konstrukci tzv. 12U CubeSatu, má tedy rozměry 32×22,5×22,5 cm a s roztaženými solárními panely rozpětí 87 cm. Její váha je přibližně 14 kg (některé zdroje uvádějí 20 kg). Na vnitřní stěně sondy jsou vygravírována jména členů zadávacího a vývojářského týmu.

### Vybavení
Družice disponuje hvězdnou kamerou, díky které se může orientovat vůči inerciálnímu hvězdnému systému, a natočit tak hlavní teleskop s vysokou přesností na dané místo na Zemi. Snímky pořizuje digitální kamera s vysokým rozlišením, se zpracováním snímků přímo na palubě družici pomáhá umělá inteligence, přičemž rychlost snímkování je asi 100 snímků za den.

#### Doplňkové senzory orientace
- tříosý gyroskop[4]
- tříosý fluxgate magnetometr[4]
- šest dvouosých slunečních senzorů[4]

### Účel
Družice má sloužit Satelitnímu centru Vojenského zpravodajství při monitorování povrchu Země pro účely obrany a bezpečnosti Česka a jeho partnerů. Zároveň mají mít k datům přístup i orgány státní správy a krizového řízení. SATurnin-1 se stal první českou družicí, která pořizuje snímky povrchu v dostatečném rozlišení, aby nebylo nutné využívat kapacitu zahraničních satelitů.